# 전쟁 목록
역사에 걸쳐 일어난 전쟁들의 목록에 대해 서술한다.

## 원시 시대
- 제벨 사하바: 약 기원전 12,000년
- 나타룩: 약 기원전 8000년
- '타우루스' 왕에 대항한 스콜피온 (1세) 왕의 전역: 약 기원전 3250년
- 나르메르의 와슈 대항 전역: 약 기원전 3150년
- 상, 하 이집트 통일: 약 기원전 3100년
- 호르-아하의 누비아 전역: 약 기원전 3100년
- 호루스 버드와 스네페르카 간의 내전: 약 기원전 2900년
- 키시-엘람 전쟁: 약 기원전 2900-2700년
- 엔메르카르의 아라타 포위: 약 기원전 3400-3100년
- 아가의 우루크 포위: 약 기원전 2900-2700년
- 스네페루 전역: 약 기원전 2600년
- 엔샤쿠샨나 전역: 약 기원전 2350년
- 에안나툼 전역: 약 기원전 2500년
- 루갈안네문두의 우르 전역: 약 기원전 2500년
- 움마의 제1차 독립 전쟁: 약 기원전 2450년
- 움마의 제2차 독립 전쟁: 약 기원전 2400년
- 루갈자게시 전역: 약 기원전 2350년
- 아카드 제국 건국: 약 기원전 2334-2279년
- 사르곤의 아카드 제국 북동 전역: 약 기원전 2270년
- 엘람 침공: 약 기원전 2270년
- 나람신의 룰루비 전역: 약 기원전 2230년
- 구티인의 급습 및 아카드 제국 정복: 약 기원전 2220-2150년
- 메기도 전투

## 15세기 이전
- 아리아인의 인도남하
- 트로이 전쟁
- 그리스-페르시아 전쟁: 기원전 492-479년
- 펠로폰네소스 전쟁
- 알렉산드로스 대왕의 전쟁
- 로마 이전의 전쟁
- 로마 시대의 전쟁
- 포에니 전쟁
- 초한쟁패: 기원전 206-202년
- 유구르타 전쟁: 기원전 112-106년
- 미트라다테스 전쟁
- 갈리아 전쟁
- 로마 시민 전쟁
- 고구려-수 전쟁: 598-614년
- 고구려-당 전쟁: 645-668년
- 나당 전쟁: 670-676년
- 고려-거란 전쟁: 993년, 1010-1011년, 1018-1019년
- 십자군 전쟁: 1096-1270년
- 고려-몽골 전쟁: 1232-1273년
- 몽골의 일본원정: 1274년, 1281년
- 장미 전쟁: 1455-1485년
- 백 년 전쟁: 1337-1453년

## 16-18세기
- 위그노 전쟁: 1562-1598년
- 임진왜란: 1592-1598년
- 30년 전쟁: 1618-1648년
- 정묘호란: 1627년
- 병자호란: 1636-1637년
- 335년 전쟁: 1651-1986년
- 네덜란드 계승 전쟁: 1661-1668년
- 프랑스-네덜란드 전쟁: 1672-1679년
- 대북방 전쟁: 1700-1721년
- 스페인 왕위계승전쟁: 1701-1714년
- 오스트리아 왕위계승전쟁: 1740-1748년
- 7년 전쟁: 1756-1763년
- 오스트리아-터키 전쟁
- 폴란드 왕위계승전쟁
- 영국-프랑스 식민지전쟁
- 영국-스페인 전쟁
- 미국 독립 전쟁: 1775-1783년

## 18세기 말-1900년
- 나폴레옹 전쟁: 1803 5월 18일-1815년 7월 8일
- 남아메리카 독립전쟁: 1808-1829년
- 미영 전쟁: 1812 6월 18일-1814년 2월 18일
- 그리스 독립전쟁: 1821 3월 6일-1827년 7월 21일
- 아르헨티나-브라질 전쟁: 1825 12월 10일-1828년 8월 27일
- 아편 전쟁: 1839 9월 4일-1842년 8월 29일
- 제1차 영국-아프가니스탄 전쟁: 1839 5월 4일-1842년 9월 15일
- 크림 전쟁: 1854년
- 미국 남북 전쟁: 1861 4월 12일-1865년 5월 9일
- 삼국 동맹 전쟁: 1865-1870년
- 프로이센-오스트리아 전쟁: 1866년
- 프로이센-프랑스 전쟁: 1870 7월 19일-1871년 5월 10일
- 제2차 영국-아프가니스탄 전쟁: 1878-1880년
- 태평양 전쟁: 1879-1883년
- 청일 전쟁: 1894 7월 25일-1895년 4월 17일
- 미국-에스파냐 전쟁: 1898 4월 25일-1899년 8월 12일

## 1900-1945년

### 1900-1919년
- 영국-애로연합 전쟁: 1901-1902년
- 제1차 사우디-라쉬디 전쟁: 1902-1905년
- 러일 전쟁: 1904-1905년
- 블랙 패치 전쟁: 1904-1909년
- 돼지 전쟁: 1906-1909년
- 1907년 루마니아 농민 반란: 1907년
- 모로코 전쟁: 1908-1909년
- 페르시아 내전: 1908-1909년
- 2차 리프 전쟁: 1909-1910년
- 니카라과 내전: 1909-1911년
- 와다이 전쟁: 1909-1911년
- 멕시코 혁명: 1910-1921년
- 러시아-페르시아 전쟁: 1911년
- 2차 프랑스-모로코 전쟁: 1911-1912년
- 이탈리아-투르크 전쟁: 1911-1912년
- 멕시코 내전: 1911-1914년
- 제1차 발칸 전쟁: 1912-1913년
- 콘테스타도 전쟁: 1912-1916년
- 제2차 발칸 전쟁: 1913년
- 제1차 세계 대전: 1914-1918년
- 미국의 아이티 점령: 1915-1934년
- 유틀란트 해전: 1916년 5월 31일
- 러시아 적백 내전: 1917-1922년
- 핀란드 내전: 1918년
- 조지아-아르메니아 전쟁: 1918년
- 독일 11월 혁명: 1918-1919년
- 대폴란드 봉기: 1918-1920년
- 폴란드-우크라이나 전쟁: 1918-1919년
- 조지아(그루지야)-오세티야 충돌: 1918-1920년
- 아르메니아-아제르바이잔 전쟁: 1918-1920년
- 에스토니아 독립 전쟁: 1918-1920년
- 라트비아 독립 전쟁: 1918-1920년
- 리투아니아 독립 전쟁: 1918-1920년

### 1919-1929년
- 국공 내전: 1927-1937년
- 폴란드-체코슬로바키아 국경 분쟁: 1919년
- 헝가리-루마니아 전쟁: 1919년
- 터키 독립 전쟁: 1919년
- 제3차 영국-아프가니스탄 전쟁: 1919년
- 포르투갈 왕당파 내전: 1919년
- 이탈리아-유고슬라비아 전쟁: 1919-1920년
- 폴란드-소련 전쟁: 1919-1920년
- 체코슬로바키아-헝가리 전쟁: 1919-1920년
- 이란 독립 전쟁: 1919-1921년
- 그리스-터키: 1919-1922년
- 3차 리프 전쟁: 1919-1926년
- 폴란드-리투아니아 전쟁: 1920년
  - 2차 실레지아 봉기: 1920년
- 봉오동 전투:1920년
- 터키-아르메니아 전쟁: 1920년
- 청산리 전투:1920년
- 프랑스-시리아 전쟁
- 붉은군대의 조지아 침공: 1921년
  - 3차 실레지아 봉기: 1921년
  - 동부 카렐리야 봉기: 1921-1922년
- 2차 직봉전쟁: 1922년
- 아일랜드 내전: 1922-1923년
- 조지아(그루지야) 8월 봉기: 1924년
- 2차 사우디-샤리프 전쟁: 1924년
- 2차 직봉전쟁: 1924년
- 페트리치 사건: 1925년
- 북벌 (국민당): 1926-1927년
- 니카라과 내전: 1927-1933년
- 아프가니스탄 내전: 1929년
- 소련-중국 전쟁: 1929년

### 1930-1945년
- 만주사변: 1931년
- 에콰도르 내전: 1932년
- 상하이 사변: 1932년
- 차코 전쟁: 1932-1935년
- 콜롬비아-페루 전쟁: 1932-1933년
- 사우디아라비아-예멘 전쟁: 1934년
- 오스트리아 내전: 1934년
- 제2차 이탈리아-에티오피아 전쟁: 1935-1936년
- 에스파냐 내전: 1936-1938년
- 중일 전쟁: 1937-1945년
- 제2차 세계 대전: 1939-1945년
- 겨울 전쟁: 1939-1940년
- 라플란드 전쟁: 1944-1945년
- 하산 호 전투: 1938년
- 슬로바키아-헝가리 전쟁: 1939년
- 이탈리아의 알바니아 침공: 1939년
- 할힌골 전투: 1939년
- 프랑스-태국 전쟁: 1940-1941년
- 에콰도르-페루 전쟁: 1941년
- 영국-이라크 전쟁: 1941년
- 제2차 소련-핀란드 전쟁: 1941-1944년
- 라트비아 빨치산 전쟁: 1944-1949년
- 리투아니아 빨치산 전쟁: 1944-1949년

## 냉전기 아님: 1945-1989년

### 1945-1949년
- 중국 내전: 1945-1949년
- 인도네시아 독립 혁명: 1945-1949년
- 그리스 내전: 1946-1949년
- 제1차 인도차이나 전쟁: 1946-1954년
- 파라과이 내전: 1947년
- 1947년 인도-파키스탄 전쟁: 1947-1948년
- 팔레스타인 내전: 1947-1948년
- 제1차 중동 전쟁: 1947-1949년
- 코스타리카 내전: 1948년
- 말레이시아 사태: 1948-1960년

### 1950-1960년
- 6.25 전쟁: 1950-현재(휴전)
- 중국의 티베트 침공: 1950-1951년
- 튀니지 독립 전쟁: 1952-1955년
- 마우마우 봉기: 1952-1960년
- 1952년 이집트 혁명: 1952년
- 제2차 인도차이나 전쟁: 1954-1975년
  - 베트남 전쟁: 1954-1975년
  - 라오스 내전: 1962-1975년
  - 캄보디아 내전: 1967-1975년
- 알제리 독립 전쟁: 1954-1962년
- 제1차 수단 내전: 1955-1972년
- 수에즈 전쟁(제2차 중동 전쟁): 1956-1957년
- 1956년 헝가리 혁명: 1956년
- 쿠바 혁명: 1956-1959년
- 이프니 전쟁: 1957-1958년
- 1958년 레바논 위기: 1958년
- 콜롬비아 내전: 1958-1987년
- 1959년 티베트 봉기: 1959년

### 1960-1970년
- 콩고 위기: 1960-1965년
- 과테말라 내전: 1960-1996년
- 피그 만 침공: 1961년
- 에레트리아 독립 전쟁: 1961-1991년
- 포르투갈 식민지 전쟁: 1961-1974년
  - 앙골라 독립 전쟁: 1961-1974년
  - 기니비사우 독립 전쟁: 1963-1974년
  - 모잠비크 독립 전쟁: 1964-1974년
- 고아 침공: 1961년
- 인도-중국 전쟁: 1962년
- 인도네시아의 서부 뉴기니아 합병: 1962년
- 인도네시아-말레이시아 대립: 1962-1966년
- 예멘 내전: 1962-1970년
- 도파르 혁명: 1962-1975년
- 모래 전쟁: 1963년
- 쉬프타 전쟁: 1963-1967년
- 콜롬비아 무력 분쟁: 1964년-현재
- 도미니카 내전: 1965년
- 1965년 인도-파키스탄 전쟁: 1965년
- 차드 내전: 1965-1993년
- 남아프리카공화국 국경 전쟁: 1965-1989년
- 나미비아 독립 전쟁: 1966-1988년
- 로디지아 전쟁: 1966-1979년
- 촐라 사건: 1967년
- 6일 전쟁 (제3차 중동 전쟁): 1967년
- 나이지리아 내전: 1967-1970년
- 제2차 말레이시아 사태: 1967-1989년
- 필리핀 내전: 1967년-현재
- 프라하의 봄: 1968년
- 아랍-이스라엘 소모전: 1968-1970년
- 필리핀의 이슬람 반군: 1969년-현재
- 축구 전쟁: 1969년
- 중국-소련 국경 분쟁: 1969년
- 북아일랜드 문제: 1969-1994년

### 1970-1979년
- 방글라데시 독립 전쟁: 1971년
- 인도-파키스탄 1971년 전쟁: 1971년
- 리비아-수단 분쟁: 1972년
- 욤키푸르 전쟁 (4차 중동 전쟁): 1973년
- 터키의 키프로스 침공: 1974년
- 에티오피아 내전: 1975-1991년
- 앙골라 내전: 1974-2002년
- 서부사하라 분쟁: 1975-1991년
- 레바논 내전: 1975-1991년
- 인도네시아의 동티모르 침공: 1975-1978년
- 동티모르 독립 전쟁: 1975-1998년
- 카빈다 독립전쟁: 1975-2006년
- 베트남-캄보디아 전쟁: 1975-1989년
- 모잠비크 내전: 1977-2002년
- 리비아-이집트 전쟁: 1977년
- 오가덴 전쟁: 1977-1978년
- 이스라엘의 레바논 침공: 1978년
- 아체 전쟁: 1978-2005년
- 우간다-탄자니아 전쟁: 1978-1979년
- 차드-리비아 분쟁: 1978-1987년
- 중국-베트남 전쟁: 1979년
- 제1차 차드 내전: 1979-1982년
- 소비에트 연방의 아프가니스탄 침공: 1979-1989년

### 1980년-1989년
- 엘살바도르 내전: 1980-1992년
- 페루의 내부 분쟁: 1980년-현재
- 코코넛 전쟁: 1980년
- 이란-이라크 전쟁: 1981년
- 파퀴샤 전쟁: 1981년
- 우간다 부쉬 전쟁: 1981-1986년
- 포클랜드 전쟁: 1982년
- 미국 그레나다 침공: 1983년
- 이스라엘의 레바논 침공: 1982년
- 스리랑카 내전: 1983-2009년
- 제2차 수단 내전: 1983-2005년
- 터키의 쿠르드인 반란
- 자유 파푸아 운동: 1984년-현재
- 메그두트 작전: 1984년
- 아가처 스트립 전쟁: 1985년
- 1차 인티파다: 1987-1993년
- 제2차 우간다 내전: 1987년-현재
- 캐서맨시 분쟁: 1988년-현재
- 부건빌 섬 내전: 1988-2001년
- 소말리아 내전: 1988년-현재
  - 소말리아 혁명: 1986-1992년
  - 희망 회복 작전: 1992-1994년
  - 소말리아 정파간 전쟁: 1994-2006년
  - 이슬람 법정 연합의 봉기
  - 소말리아의 전쟁: 2006년-현재
  - 소말리아의 이슬람교도 반란: 2007년-현재
- 나고르노카라바흐 전쟁: 1988-1994년
- 부건빌 내전: 1988-1998년
- 모리타니아-세네갈 국경 전쟁: 1989-1991년
- 미국의 파나마 침공: 1989년
- 1989년 루마니아 혁명: 1989년
- 아프가니스탄 내전 제1차 국면: 1989-1992년
- 제1차 라이베리아 내전: 1989-1996년
- 카슈미르 분쟁: 1984년-현재

## 1990년부터 현재까지

### 1990-2002년
- 제1차 투아레그 혁명: 1990-1998년; 말리와 니제르
- 걸프 전쟁: 1990년 8월 2일-1991년 2월 28일
- 르완다 내전: 1990년 10월 1일-1993년 8월 4일
- 유고슬라비아 전쟁: 1991-2001년
  - 슬로베니아 독립 전쟁: 1991년
  - 크로아티아 독립 전쟁: 1991-1995년
  - 보스니아 전쟁: 1992-1995년
  - 코소보 전쟁: 1996-1999년
  - 프레제보 계곡 위기: 2000-2001년
  - 2001년 마케도니아 공화국 분란: 2001년
- 토고 내전: 1991-1992년
- 지부티 내전: 1991-1994년
- 알제리 내전: 1991-2002년
- 조지아 내전: 1991-1993년
  - 남오세티야 공화국 전쟁: 1991-1992년
  - 압하스 공화국 전쟁: 1992-1993년
- 시에라리온 내전: 1991-2002년
- 오세티야-인구시 분쟁: 1991-1992년
- 타지키스탄 내전: 1992-1997년
- 트란스니스트리아 전쟁: 1992년
- 아프가니스탄 내전: 1992-1996년
- 나이저 강 삼각주 분쟁: 1992년-현재
- 부룬디 내전: 1993-1999년
- 인도 나갈란드 주의 인종 분쟁: 1993년-현재
- 브라질 갱단의 폭력(Primeiro Comando da Capital의 폭력): 1993년-현재
- 1994년 예멘 내전: 1994년
- 제1차 체첸 내전: 1994-1996년
- 하니시 제도 위기: 1995년
- 1995년 이라크령 쿠르디스탄 전쟁: 1995년
- 케네파 전쟁: 1995년
- 제1차 콩고 전쟁: 1996-1997년
- 아프가니스탄 내전: 1996-2001년
- 네팔 내전: 1996-2006년
- 1997년 알바니아의 불안정: 1997년
- 1997년 북부 이라크에서 터키군의 작전
- 압하스 공화국 전쟁: 1998년
- 에티오피아-에레트리아 전쟁: 1998-2000년
- 미국의 아프가니스탄과 수단 폭격: 1998년 8월
- 미국의 이라크 폭격: 1998년
- 제2차 콩고 전쟁: 1998-2003년
  - 이투리 분쟁: 1999-2006년
- 카르길 전쟁: 1999년
- 다게스탄 전쟁: 1999년
- 제2차 체첸 내전: 1999-현재
- 제2차 라이베리아 내전: 1999-2003년
- 솔로몬 제도 내전: 2000-2003년
- 알-아크사 인티파타: 2000-2006년
- 라오스의 먀오족 관련 분쟁: 2000년-현재
- 2001년 인도-방글라데시 국경 분쟁: 2001년
- 코트디부아르 내전: 2002-2007년

2002년-현재
- - [연평해전][:2002
- 다르푸르 분쟁: 2003년-현재
- 사우디아라비아 이슬람교도 반란: 2003년-현재
- 2004년 아이티 쿠테타: 2004년
- 와지르스탄 전쟁: 2004년-현재
- 사다흐 분쟁: 2004-2007년
- 제5차 발로키스탄 분쟁: 2004년-현재
- 중앙아프리카 공화국 오지 전쟁: 2004-2007년
- 태국 남부 반란: 2004년-현재
- 코트디부아르-프랑스 전쟁: 2004년
- 차드 전쟁 (2005년-): 2005년-현재
- 멕시코 마약 전쟁: 2006년-현재
- 2006년 이스라엘-레바논 전쟁: 2006년
- 파타-하마스 분쟁: 2006년-현재
- 소말리아 전쟁 (2006년-): 2006년-현재
- 제2차 투아레그 반란: 2007년-현재
- 2007 오가단 분쟁: 2007-2009년
- 2007년 레바논 분쟁: 2007년
- 가자 전쟁: 2008-2009년
- 2008년 남오세티야 전쟁: 2008년
- 리비아 내전: 2011년
  - 리비아 내전 (2014년~현재): 2014년-현재
- 시리아 내전: 2011년-현재
- 돈바스 전쟁: 2014년-현재
- 예멘 내전: 2015년-현재
- 2020년 나고르노카라바흐 전쟁: 2020년
- 2022년 우크라이나-러시아 전쟁: 2022년~
- 2023년 하마스-이스라엘 전쟁 2023년~

## 같이 보기
- 전투 목록
- 긴 전쟁 목록